# Iehorivka, Korop
Iehorivka (în ucraineană Єгорівка) este un sat în comuna Jovtneve din raionul Korop, regiunea Cernihiv, Ucraina.

## Demografie
Componența lingvistică a localității Iehorivka
     Ucraineană (100%)
Conform recensământului din 2001, toată populația localității Iehorivka era vorbitoare de ucraineană (100%).